# Las Médulas (localité)
Pour l’article homonyme, voir Las Médulas.
Las Médulas est un hameau appartenant à la commune espagnole de Carucedo, situé dans le comarque d'El Bierzo, ayant une population de 101 habitants selon l'INE. Il est situé au bout de la CV-191-2, juste à côté des ruines romaines de Las Médulas et Carucedo.

## Démographie

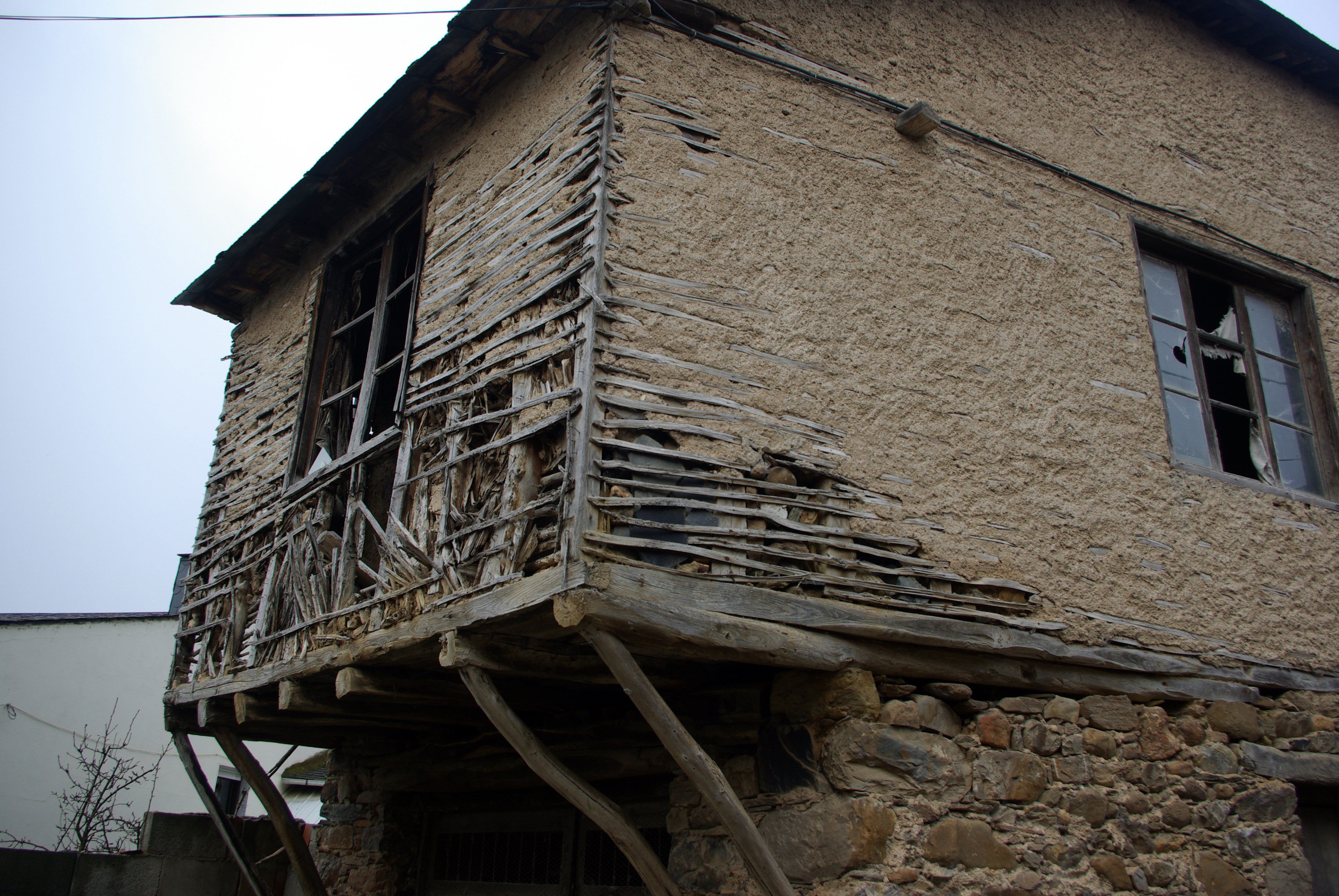
Architecture populaire à Las Médulas.

Il y a 101 habitants, 61 hommes et 40 femmes recensés dans la commune.

## Culture et patrimoine

### Patrimoine culturel et naturel
La région est célèbre pour les anciennes mines d’or romaines proche du hameau qui attirent beaucoup de touristes. 
Le château de Cornatel (entre le IXe et le XVIe siècle) est situé à plusieurs kilomètres du hameau.

### Pèlerinage de Compostelle
Las Médulas est situé sur le Camino de Invierno, un des chemins secondaire du pèlerinage de Saint-Jacques-de-Compostelle qui commence à Ponferrada. 